# Bob Hayes
Robert Lee ("Bob") Hayes (Jacksonville, Florida; 20 de diciembre de 1942-ibidem; 18 de septiembre de 2002) fue un atleta estadounidense especialista en pruebas de velocidad que ganó dos medallas de oro en los Juegos Olímpicos de Tokio 1964, en los 100 metros lisos y en los relevos 4 x 100 metros. Recibía el apodo de "Bullet Bob", y fue también jugador profesional de fútbol americano.
Ya en su etapa de estudiante universitario en la Florida A&M University compaginaba el atletismo y el fútbol americano, destacando en ambos deportes. En 1961 igualó el récord mundial de las 100 yardas con 9,3 y en 1963 batió el récord con 9,1 una marca que no sería batida hasta once años más tarde. 
La competición más importante de su carrera deportiva fueron los Juegos Olímpicos de Tokio 1964. En la final de los 100 metros, celebrada el 15 de octubre, ganó la medalla de oro igualando el récord mundial con 10,0. La plata fue para el cubano Enrique Figuerola (10,2) y el bronce para el canadiense Harry Jerome (10,2).
Pocos días después ganó otra medalla de oro como miembro del equipo estadounidense de relevos 4 x 100 metros, que además establecieron un nuevo récord mundial con 39,0. El cuarteto lo formaban por este orden Otis Drayton, Gerry Ashworth, Dick Stebbins y el propio Hayes.
Además de sus éxitos internacionales, fue tres veces campeón de Estados Unidos en los 100 metros (1962, 63 y 64)
Tras los Juegos de Tokio abandonó el atletismo y firmó un contrato con el equipo de fútbol americano Dallas Cowboys para jugar en la posición de wide receiver. Hayes jugó en este equipo durante diez temporadas, hasta 1974, y tuvo una trayectoria muy brillante, llegando a ganar un Superbowl en 1971. Su último año como profesional en la NFL fue con los San Francisco 49ers.
Tras su retirada del deporte tuvo problemas con el alcohol y las drogas, e incluso estuvo en la cárcel durante un tiempo. Falleció el 18 de septiembre de 2002 a la edad de 59 años en su casa de Jacksonville. Tenía cáncer de próstata y estaba enfermo del hígado y de los riñones.
En 1976 fue incluido en el Salón de la Fama del atletismo estadounidense. En 2004 fue propuesto para ser incluido póstumamente en el Salón de la Fama de la NFL, aunque su ingreso fue denegado en una polémica decisión. Finalmente fue elegido al Salón de la Fama del Fútbol Americano Profesional el 31 de enero de 2009.
Hayes es el segundo medallista de oro olímpico que llega al Salón de la Fama, después de Jim Thorpe. Hayes es el único hombre que ha logrado ganar tanto una medalla olímpica como un anillo de Super Bowl.
| Predecesor: Armin Hary | Campeón Olímpico de 100 metros lisos Juegos Olímpicos de Tokio 1964 | Sucesor: Jim Hines |